# Přísečná
Přísečná (deutsch Prisnitz) ist eine Gemeinde mit rund 200 Einwohnern in Tschechien. Sie liegt drei Kilometer nordöstlich von Český Krumlov und gehört zum Okres Český Krumlov.

## Geographie

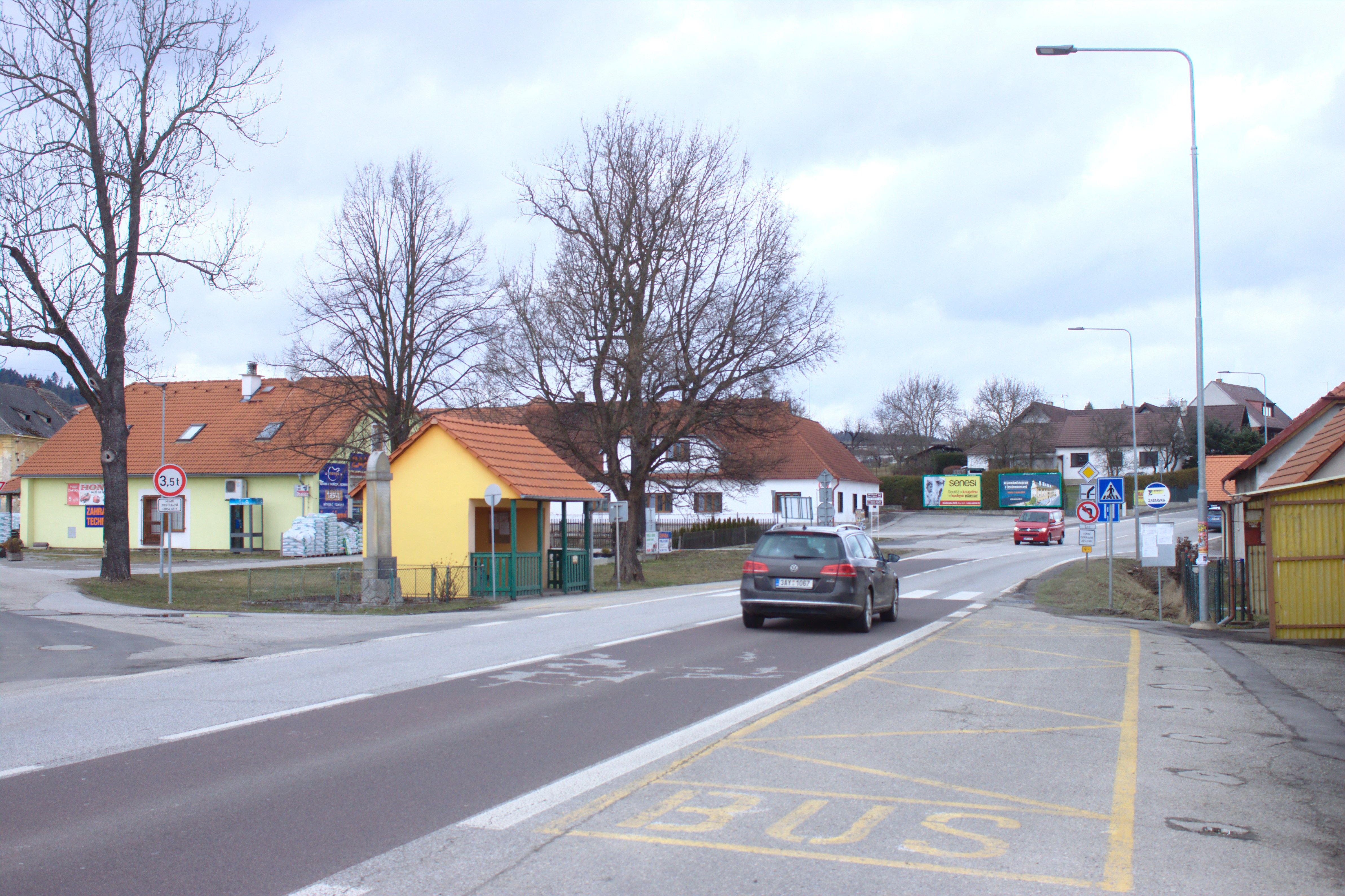
Přísečná, Hauptstraße

Der Ort befindet sich in 535 m ü. M. am Fuße des Blanský les (Blansker Wald) oberhalb des Moldautales. Östlich des Dorfes mündet der Jílecký potok (Malschitzer Bach) in die Moldau. Durch den Ort verläuft die Staatsstraße 39 zwischen Český Krumlov (Krumau) und Kamenný Újezd (Steinkirchen).
Nachbarorte sind Srnín (Sirnin) im Norden, Rájov (Rojau) und Černice (Cernitz) im Nordosten, Svachova Lhotka (Mehlhütten) im Osten, Chabičovice (Kabschowit) im Südosten sowie Domoradice (Dumrowitz) und Český Krumlov (Krumau) im Südwesten.

### Gemeindegliederung
Für die Gemeinde Přísečná sind keine Ortsteile ausgewiesen. Zu Přísečná gehört die Einschicht Býlavka.

### Nachbargemeinden
|               | Srnín                                       | Zlatá Koruna |
| Kájov         | Kompassrose, die auf Nachbargemeinden zeigt | Mojné        |
| Český Krumlov |                                             | Mirkovice    |

## Geschichte
Erstmals wurde der Ort im Jahre 1400 als Przieseczna urkundlich erwähnt.
Der frühere Ortsteil Domoradice (Dumrowitz) wurde in der zweiten Hälfte des 20. Jahrhunderts nach Český Krumlov (Krumau) eingemeindet.

## Sehenswürdigkeiten
- Bauernhof U Filků am Dorfplatz
- Moldautal
- Kleť (Schöninger)